# Hippocampus pontohi
Hippocampus pontohi är en fiskart som beskrevs av Lourie och Kuiter 2008. Hippocampus pontohi ingår i släktet Hippocampus och familjen kantnålsfiskar. IUCN kategoriserar arten globalt som otillräckligt studerad. Inga underarter finns listade i Catalogue of Life.
Uppkallad efter Hence Pontoh, en dykguide från Bunaken (Manado, Indonesien) som först upptäckte arten.

## Källor

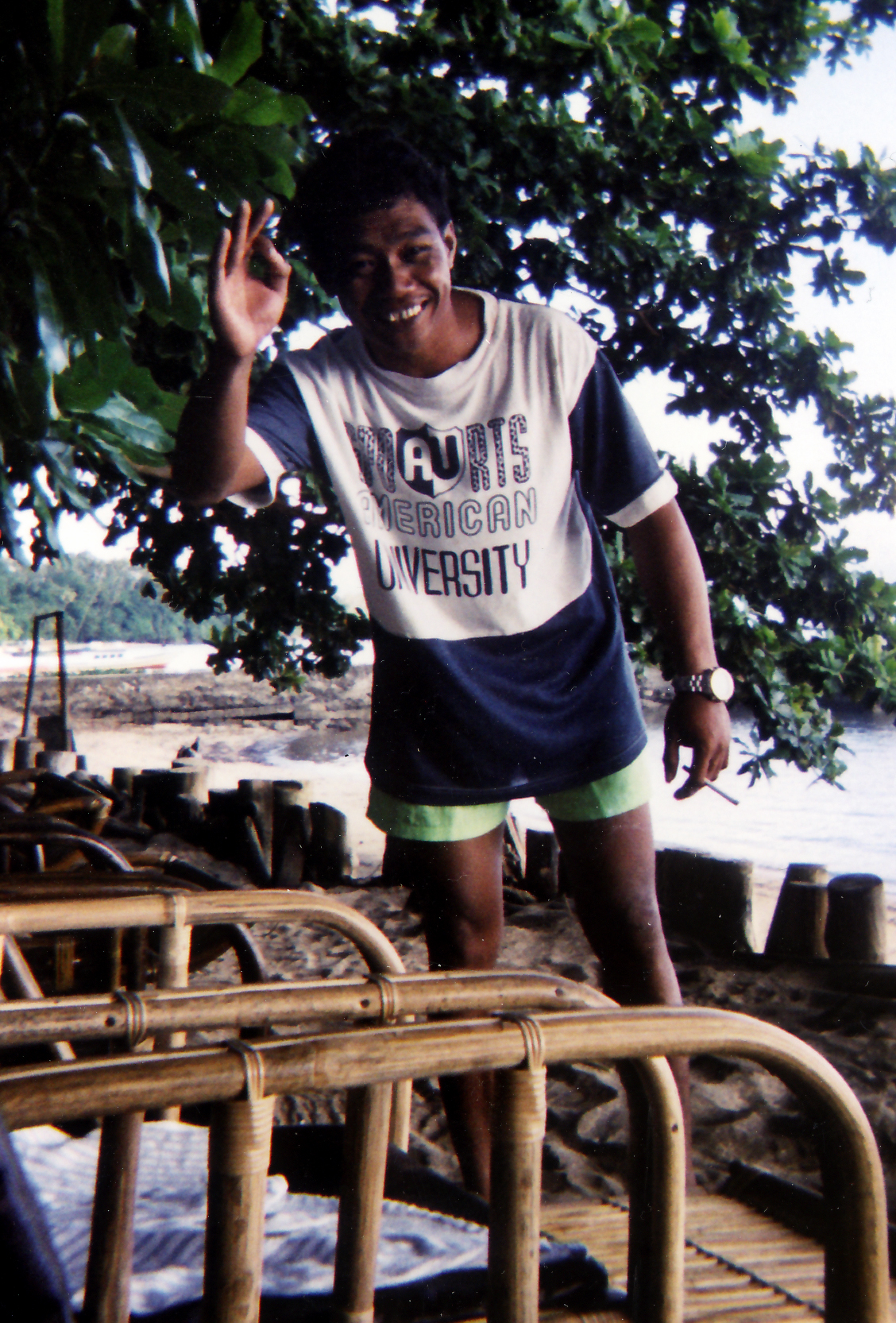
Dykguiden Hence Pontoh som upptäckte arten, fotograferad på Bunaken 2003.